# Jan Baudouin de Courtenay (publicysta)
Jan Baudouin de Courtenay (ur. 1735, zm. 2 marca 1822 w Warszawie) – publicysta i tłumacz z czasów Sejmu Czteroletniego, lekarz, konsyliarz dworu królewskiego. 

## Życiorys
Syn Stanisława Baudouin de Courtenay i Karoliny Anieli Oertel (ok. 1790, zm. 19 grudnia 1850). Był związany z warszawskim Teatrem Narodowym, dla którego przetłumaczył komedie Moliera: Świętoszka, Skąpca i Mieszczanina szlachcicem. W 1778 teatr wystawił sztukę jego autorstwa – komedię w jednym akcie Kolędę, a w 1782 Burmistrza poznańskiego. 
Baudouin de Courtenay był znany przede wszystkim jako radykalny publicysta i przedstawiciel bogatego mieszczaństwa. Wydał anonimowo rozprawy Uwagi ogólne nad stanem rolniczym i miejskim (1789) oraz Bezstronne uwagi nad mową Jacka Jezierskiego, zaliczane do najznakomitszych występów publicystycznych tego okresu.
W połowie lat 80. Baudouin de Courtenay zainteresował się modnym wówczas mesmeryzmem. W 1787 r. spędził osiem miesięcy w Paryżu, obserwując paramedyczne eksperymenty Franza Antona Mesmera. Po powrocie do kraju stał się gorącym propagatorem tych praktyk (które już wówczas były przez większość przedstawicieli medycyny uznawane za nieskuteczne), które opisał w pracy Rzut oka na mesmeryzm, czyli system wzajemnych wpływów i skutków objaśniający teorię i praktykę magnetyzmu zwierzęcego (Warszawa 1820). Zmarł w 1822 roku, co zostało odnotowane w nekrologu Kuriera Warszawskiego.
Jego bratankiem, synem Aleksandra Baudouin de Courtenay (seniora), był lingwista Jan Niecisław Baudouin de Courtenay.